# James Wattana
James Wattana (* 17. Januar 1970 in Bangkok als Wattana Phu-Ob-Om, วัฒนา ภู่โอบอ้อม, 2003 Namensänderung in Ratchapol Pu-Ob-Orm, รัชพล ภู่โอบอ้อม, Spitzname: Thong Sitchai, ต๋อง ศิษย์ฉ่อย, außerhalb Thailands: James Wattana) ist ein thailändischer Snookerspieler.

## Karriere

### Anfänge
Wattana wurde 1970 in Khlong Toei, Bangkok, geboren. Seine Snookerkarriere begann mit neun Jahren in einem der Snookerclubs seiner Familie. Man erzählt sich, dass er sich auf einen Wasserkasten stellen musste, um die Kugeln richtig anzuspielen. Mit 14 Jahren nahm er 1984 an der Snookerasienmeisterschaft teil, wo er im Viertelfinale gegen Henry Boteju ausschied. Auch im folgenden Jahr war in dieser Runde Schluss, zusätzlich schied er in der Gruppenphase der Amateurweltmeisterschaft 1985 aus. Außerdem nahm er an seinem ersten Main-Tour-Teil Turnier: In der Gruppenphase des Thailand Masters spielte er gegen Willie Thorne Unentschieden und verlor gegen den späteren Sieger Dennis Taylor.
Die Saison 1986/87 begann für Amateur Wattana mit dem Gewinn der Snookerasienmeisterschaft 1986 gegen Gary Kwok. Bei der Amateurweltmeisterschaft schied er mit fünf Siegen aus neun Spielen in der Gruppenphase aus. Doch im August 1986 sorgte er dann für eine Sensation: Wattana nahm wieder am Thailand Masters teil und konnte sein Erstrundenspiel gegen den einmaligen Weltmeister Dennis Taylor gewinnen. Im Halbfinale traf er auf den amtierenden Weltmeister Steve Davis – und besiegte ihn mit 2:1. Im Finale besiegte er schließlich den Weltmeister von 1979, Terry Griffiths.
Bei der Snookerasienmeisterschaft 1987 unterlag er im Finale seinem Landsmann Udon Khaimuk mit 6:8. Bei der Amateurweltmeisterschaft 1987 zog Wattana als Gruppenerster ins Achtelfinale ein, wo er den Belgier Mario Lannoye besiegte. Im Viertelfinale verlor er gegen Darren Morgan, der später das Turnier gewinnen sollte. In der folgenden Saison holte er sich den Titel bei der Asienmeisterschaft durch ein 8:7-Sieg über Kenny Kwok zurück. Bei der in Thailand ausgetragenen U21-Amateurweltmeisterschaft verlor er im Viertelfinale gegen den späteren Finalisten Jason Peplow. Bei der Amateurweltmeisterschaft überstand er ungeschlagen die Gruppenphase und besiegte anschließend Mike Colquitt, Ron Jones und Jason Peplow, sodass er im Finale auf Barry Pinches traf. Wattana siegte trotz einem Century Break von Pinches mit 11:8. Im Mai 1988 nahm er außerdem an mehreren Qualifikationsturnieren für die Main Tour teil. Im ersten Event verlor er noch im Finale gegen Stephen Murphy, doch im zweiten Event besiegte er im Finale Duncan Campbell mit 5:1, sodass er zur Saison 1989/90 Profi wurde.

### Rascher Aufstieg in die Top 10
Direkt in seinem ersten Turnier als Profi, die Hong Kong Open 1989, gewann Wattana sein erstes Spiel: In der ersten Qualifikationsrunde besiegte er Ken Owers, anschließend unterlag er Ian Graham. Bei den Asian Open überstand er die Qualifikation durch Siege über Jim Bear und Murdo MacLeod. In der Hauptrunde setzte er seine Siegesserie gegen David Taylor, Mike Hallett, Doug Mountjoy und Silvino Francisco fort, sodass er im Halbfinale stand. Er traf auf Terry Griffiths und gewann überraschend mit 5:0, sodass er in seinem zweiten Turnier direkt im Finale stand. Er verlor gegen Stephen Hendry, der zum Ende der Saison durch den Gewinn der Weltmeisterschaft eine neue Ära einläuten sollte. Bei den International Open zog er in die Runde der letzten 32, wo er gegen Stephen Hendry ausschied. Auch beim Grand Prix erreichte er die Hauptrunde und zog ins Halbfinale ein, was er gegen Dean Reynolds verlor. Beim Dubai Classic zog er in die Runde der letzten 32 ein, wo er John Parrott unterlag, anschließend unterlag er Mike Hallett in der ersten Hauptrunde des UK Championship. Beim Classic verlor er in der Qualifikation gegen Darren Morgan. Obwohl er seine erste Saison spielte, nahm er an der Wildcardrunde des Masters teil, wo er Dean Reynolds besiegte. In der ersten Hauptrunde verlor er gegen Steve Davis. Bei den anschließenden British Open 1990 erreichte er die Runde der letzten 32, wo er durch eine 3:5-Niederlage gegen Tony Knowles ausschied. Nach einer Qualifikationsniederlage bei den European Open besiegte er in der Qualifikation für die Snookerweltmeisterschaft die Engländer John Dunning, David Taylor und Ex-Weltmeister John Spencer. Doch in der letzten Runde unterlag er dem zweifachen Weltmeister Alex Higgins. Durch seine Saisonleistung wurde er zum Pontins Professional, wo er durch einen 5:4-Sieg über Martin Clark ins Halbfinale einzog, welches er gegen Stephen Hendry verlor. Zum Ende der Saison wurde er auf Weltranglistenplatz 32 gelistet.
Zum Start der Saison 1990/91 gewann Wattana die Hong Kong Challenge – das erste Turnier der World Series. Nach Auftaktniederlagen bei den London Masters und beim Grand Prix erreichte er bei den Asian Open wieder die Runde der letzten 32, wo er gegen Willie Thorne verlor. Beim Dubai Classic erreichte er ebenso ebenjene Runde, diesmal unterlag er Dean Reynolds mit 3:5. Beim UK Championship zog er nach Siegen über Anthony Harris, John Virgo und Darren Morgan ins Achtelfinale ein, wo er Jimmy White unterlag. Zum Ende des Jahres verlor er das Finale des Benson and Hedges Satellite Championship – das Qualifikationsevent für das Masters – gegen Alan McManus. Beim Classic 1991 zog Wattana ins Achtelfinale ein, diesmal unterlag er Gary Wilkinson. Nach einer Teilnahme bei der Matchroom League spielte er bei den World Masters in der ersten Runde sein erstes offizielles Maximum Break. Im weiteren Verlaufe des Turnieres schlug er Stephen Hendry, Joe Johnson und Peter Francisco und verlor im Halbfinale gegen den späteren Sieger Jimmy White. Bei den British Open zog er ins Achtelfinale ein, welches er gegen Gary Wilkinson verlor. Bei den European Open konnte er zum ersten Mal in dieser Saison Jimmy White besiegen, doch er verlor in der Runde der letzten 32 gegen den Kanadier Brady Gollan. Auch in seiner zweiten Profisaison gelang ihm die Qualifikation für die Snookerweltmeisterschaft nicht, er verlor mit 8:10 gegen Craig Edwards. Auf der Weltrangliste landete er zum Schluss auf Platz 20 – eine Verbesserung um 12 Plätze.
Nach einer frühen Niederlage bei den Thailand Masters konnte er im zweiten Saisonturnier – der Hong Kong Challenge – das Finale erreichen, was er gegen Stephen Hendry verlor. Kurz nachdem er bei der Indian Challenge eine frühe Niederlage einstecken musste, erreichte er beim Dubai Classic die Runde der letzten 32, welche er mit 2:5 gegen Dennis Taylor verlor. Nach einer Auftaktniederlage beim Grand Prix schied er im Viertelfinale des Benson and Hedges Satellite Championship aus. Beim UK Championship fand er wieder in seine alte Form zurück und besiegte Alain Robidoux, Steve Davis und Steve James, bevor er im Halbfinale an John Parrott scheiterte. Nach einer Auftaktniederlage bei der Belgian Challenge zog er auch ins Halbfinale des Classics ein, welches er gegen Stephen Hendry verlor. Bei der Matchroom League überstand er erstmals die Gruppenphase, verlor aber gegen Steve Davis im Halbfinale. Im Spiel um Platz 3 gewann er mit 9:7 gegen Jimmy White. Nach einem frühen Ausscheiden bei den Asian Open gewann er in der Wildcardrunde des Masters gegen Tony Knowles. In der Runde der letzten 16 besiegte er Steve James, anschließend unterlag er aber John Parrott. Bei den Welsh Open zog er ins Viertelfinale ein, wo ihn Nigel Bond mit 4:5 besiegen konnte. Bei den British Open gelangen ihm Siege über Dennis Taylor, Tony Drago, Doug Mountjoy und im Halbfinale gegen Ken Doherty, sodass er zum zweiten Male im Finale eines Ranglistenturnieres stand. Er verlor mit 7:10 gegen Jimmy White. Während des Turnierverlaufes spielte er sein zweites Maximum Break. Doch direkt im nächsten Ranglistenturnier – den Strachan Open – durch Siege gegen unter anderem Terry Griffiths, Cliff Thorburn und Nigel Bond ins Finale einziehen, was er mit 9:3 gegen John Parrott gewann. Nach einer Erstrundenniederlage bei den European Open gewann Wattana sein Qualifikationsspiel für die Snookerweltmeisterschaft mit 10:9 gegen Kirk Stevens. In der ersten Hauptrunde im Crucible besiegte er Tony Jones, bevor er gegen Stephen Hendry ausschied, der später den Weltmeistertitel verteidigen sollte. Zum Ende der Saison drang er mit Platz 7 in die Top 10 der Weltrangliste ein.

### Etablierung in der Weltspitze
Zum Beginn der Saison erreichte Wattana das Viertelfinale des Kent Classics sowie das Viertelfinale beim Scottish Masters. Beim Dubai Classic – das erste Ranglistenturnier der Saison – erreichte er das Halbfinale, was er gegen Stephen Hendry verlor. Nach einem frühen Ausscheiden beim Grand Prix gewann er das Einladungsturnier Humo Masters, welches Teil der World Series war. Beim anschließenden UK Championship erreichte er nach Siegen über Alex Higgins, Doug Mountjoy und Mike Hallett das Viertelfinale, doch er unterlag Jimmy White mit 2:9. Direkt danach unterlag er beim heimischen Kings Cup im Endspiel Nigel Bond. Sein nächstes Finale erreichte er bei der letzten Austragung des World Matchplays – er besiegte Steve Davis mit 9:4. Nach einer erfolglosen Teilnahme bei der European League zog er bei den Welsh Open ins Halbfinale ein, wo er gegen Ken Doherty verlor. Doch der größte Saisonerfolg folgte beim Masters 1993: Er besiegte Martin Clark, John Parrott und Jimmy White, sodass er zum ersten Mal im Finale eines Triple-Crown-Turnieres stand. Er verlor mit 5:9 gegen Stephen Hendry. Nach einer Auftaktniederlage bei den European Open zog er bei den British Open in sein viertes Ranglistenturnierfinale ein, welches er aber mit 2:10 gegen Steve Davis verlor. Bei den darauffolgenden Asian Open verlor er im Viertelfinale gegen Jimmy White. Nach zwei frühen Niederlagen bei den Irish Masters und bei den International Open zog Wattana zum Saisonabschluss ins Halbfinale der Snookerweltmeisterschaft ein, doch er unterlag Jimmy White mit 9:16. Zum Start der nächsten Saison wurde er auf Weltranglistenplatz 5 gelistet.
Zum Start der Saison 1993/94 erreichte er nach einer Auftaktniederlage beim Scottish Masters das Achtelfinale vom Dubai Classic, wo er gegen Ken Doherty verlor. Nach einer frühen Niederlage beim Grand Prix erreichte er das Viertelfinale vom UK Championship, wo er Stephen Hendry mit 7:9 verlor. Im Dezember gewann er den in Bangkok ausgetragenen Kings Cup. Nachdem er auch bei den European Open im Viertelfinale gegen Hendry verloren hatte, erreichte er bei den Welsh Open das Halbfinale, doch er schied gegen Steve Davis aus. Beim Masters erreichte er das Halbfinale, doch er verlor wieder gegen Stephen Hendry. Bei den International Open gelangen ihm Siege über David Roe, Steve Davis und Alan McManus, sodass er ins Finale einzog, was er aber gegen John Parrott mit 5:9 verlor. Trotz dieser Niederlage gelangen ihm bei den Thailand Open Siege über Terry Griffiths, Joe Swail und Jimmy White, sodass er direkt im nächsten Finale eines Ranglistenturnieres stand. Er traf auf den Welsh-Open-Gewinner Steve Davis und besiegte ihn mit 9:7. Es war nach den Strachan Open 1992 der zweite Sieg bei einem Ranglistenturnier für den Thailänder. Nach einer Niederlage im Viertelfinale des Irish Masters stand er auch bei den British Open im Finale. Er traf auf den jungen Ronnie O’Sullivan, der im Verlaufe der nächsten Jahre auf eine Stufe mit Steve Davis und Stephen Hendry aufsteigen sollte. O’Sullivan besiegte ihn mit 9:4. Zum Saisonabschluss kam er ins Viertelfinale der Snookerweltmeisterschaft, welches er gegen Steve Davis verlor. Auf der Weltrangliste erreichte er mit dem dritten Platz seinen höchsten Rang jemals.
Nach zwei Auftaktniederlagen zum Saisonbeginn erreichte er beim Grand Prix das Achtelfinale, was er gegen John Higgins verlor. Beim UK Championship zog er ins Halbfinale ein, doch Ken Doherty besiegte ihn 6:9. Nach einem Achtelfinalaus bei den European Open und einer Auftaktniederlage bei den Welsh Open verlor er im Masters-Viertelfinale gegen Jimmy White. Bei den darauffolgenden International Open schied er in der ersten Runde aus. Im März stand nun die Titelverteidigung bei den Thailand Open an, die er durch einen 9:6-Sieg im Finale über Ronnie O’Sullivan tatsächlich schaffte. O’Sullivan rächte sich bei den British Open im Halbfinale für diese Niederlage, er sollte aber an John Higgins im Finale scheitern. Bei der Snookerweltmeisterschaft verlor er in der Runde der letzten 32 gegen Gary Wilkinson. Für die nächste Saison verschlechterte er sich um zwei Plätze auf Weltranglistenplatz 5.

### Abstieg aus den Top 10
Nach zwei Achtelfinalniederlagen beim Thailand Classic und beim Grand Prix zum Start der Saison verlor er im Achtelfinale des UK Championships mit 8:9 gegen Andy Hicks. Auch bei den German Open verlor er in ebenjener Runde, diesmal gegen Rod Lawler. Nach vier Auftaktniederlagen (unter anderem beim Masters) erreichte er das Viertelfinale der Thailand Open, wo er gegen Alan McManus ausschied. Beim Irish Masters und bei den British Open verlor er jeweils seine zweite Partie. Bei der Snookerweltmeisterschaft gelang ihm schließlich der Einzug ins Achtelfinale, welches er gegen Nigel Bond verlor. Zum Saisonabschluss verschlechterte er sich auf der Weltrangliste, er landete auf dem zwölften Platz.
Zum Start der Saison 1996/97 verlor Wattana sein Auftaktmatch beim Asian Classic gegen Gary Wilkinson. Beim Grand Prix erreichte er das Viertelfinale, doch er unterlag John Parrott mit 3:5. Nach zwei Niederlagen in der Runde der letzten 32 beim UK Championship und bei den German Open erreichte er bei den Welsh Open das Achtelfinale, was er gegen Stephen Hendry verlor. Nach einer Auftaktniederlage beim Masters verlor er in der Runde der letzten der International Open gegen den Neuseeländer Dene O’Kane. Bei den European Open gelang ihm schließlich der Einzug ins Halbfinale, was er aber mit 0:6 gegen John Higgins verlor. Bei den Thailand Open schaffte er den Einzug ins Achtelfinale, doch er unterlag Nigel Bond. Nach einer Auftaktniederlage bei den British Open zog er nach Siegen über Graeme Dott, Stephen Lee und John Parrott ins Halbfinale ein, wo er mit 13:17 gegen Stephen Hendry ausschied. Auf der Weltrangliste konnte er seinen zwölften Platz verteidigen.
Nach zwei Teilnahmen an Einladungsturnieren zu Beginn der Saison erreichte Wattana beim Grand Prix die Runde der letzten 32, wo er Mark King unterlag. Auch beim UK Championship erreichte er ebenjene Runde, doch er verlor mit 8:9 gegen Gary Wilkinson. Bei den German Open verlor er im Achtelfinale gegen Ronnie O’Sullivan, bei den Welsh Open verlor er sein Auftaktmatch gegen Graeme Dott. Beim Masters erreichte er das Viertelfinale, verlor dann aber gegen den Wlemteister von 1997, Ken Doherty. Bei den Scottish Open und British Open erreichte er jeweils die Runde der letzten 32, beim Thailand Masters kam er eine Runde weiter. In der ersten Hauptrunde der Snookerweltmeisterschaft unterlag er Fergal O’Brien mit 8:9. Auf der Weltrangliste landete er zum Saisonabschluss auf Platz 15.

### Absturz in die 30er-Plätze der Weltrangliste
Nach drei Auftaktniederlagen zu Beginn der Saison zog Wattana durch Siege über Robert Milkins, Dennis Taylor und Patrick Wallace ins Viertelfinale der Welsh Open ein, welches er aber mit 2:5 gegen Ronnie O’Sullivan verlor. Beim Masters musste er erstmals wieder in der Wildcardrunde spielen, er besiegte David Gray mit 6:2. Im Achtelfinale unterlag er Ronnie O’Sullivan. Nach einer weiteren Auftaktniederlage bei den Scottish Open zog er ins Achtelfinale des Thailand Masters ein, wo er gegen Ken Doherty ausschied. Auch beim China International und bei den British Open verlor er seine Auftaktpartien. Bei der Snookerweltmeisterschaft konnte er Marco Fu besiegen, bevor er im Achtelfinale gegen Stephen Hendry verlor. Auf der Weltrangliste verschlechterte er sich um sieben Plätze auf Platz 22.
Zum Start der Saison 1999/2000 erreichte Wattana sowohl bei den British Open als auch beim Grand Prix 1999 das Achtelfinale, das er erste gegen Peter Ebdon und dann gegen John Higgins. Durch den Rausfall aus den Top 16 der Weltrangliste nahm er erstmals seit 1991 am Masters Qualifying Event teil, wo er in der Runde de rletzten 32 gegen Wayne Brown ausschied. Nach zwei Auftaktniederlagen beim UK Championship und bei den China Open erreichte er bei den Welsh Open das Achtelfinale, was er gegen Fergal O’Brien verlor. Nach zwei weiteren Niederlagen in Auftaktpartien beim Malta Grand Prix und beim Thailand Masters zog er bei den Scottish Open in die Hauptrunde ein, wo er gegen Fergal O’Brien verlor. Zum ersten Mal seit 1991 qualifizierte sich Wattana nicht für die Snookerweltmeisterschaft, er verlor in der entscheidenden Qualifikationsrunde gegen David Gray. Auf der Weltrangliste verlor er fünf Plätze und landete auf Platz 27.
Zum Saisonauftakt erreichte Wattana die Runde der letzten 32 der British Open, wo er gegen Mark Williams ausschied. Es folgte eine bis einschließlich März 2001 andauernde Series von Niederlagen in der Turnierpartie. Erst bei den Scottish Open gewann Wattana sein Qualifikationsspiel, aber er verlor in der ersten Hauptrunde gegen Ken Doherty. Immerhin gelang ihm die Qualifikation für die Snookerweltmeisterschaft, wo er gegen Peter Ebdon verlor. Auf der Weltrangliste stürzte er auf Platz 32 ab.

### Etablierung in den Top 30
Zu Beginn der Saison 2001/02 musste Wattana drei Niederlagen in Auftaktmatchs einstecken. Erst bei den European Open konnte er sein erstes Spiel der Saison gewinnen und zog ins Achtelfinale ein, wo er gegen Ronnie O’Sullivan verlor. Nach einer frühen Niederlage beim UK Championship nahm Wattana sieglos an der Premier League Snooker teil. Bei de Welsh Open zog Wattana in die Hauptrunde ein, doch er verlor gegen Ken Doherty. Nach einem frühen Aus bei den China Open gelang ihm der Einzug in die Hauptrunde des Thailand Masters, wo er gegen Ronnie O’Sullivan ausschied. Auch bei den Scottish Open verlor er früh, doch er siegte in der Qualifikation für die Snookerweltmeisterschaft, sodass er seinen Weltranglistenplatz 32 sichern konnte. Er verlor gegen John Higgins mit 1:10.
Des Weiteren nahm er im August 2001 an den World Games teil und kam dort ins Halbfinale, wo er gegen Björn Haneveer verlor. Im Spiel um Platz 3 unterlag er Shokat Ali.
Direkt im ersten Saisonturnier konnte sich Wattana für die Hauptrunde qualifizieren, doch in der Runde der letzten 32 des LG Cups unterlag er Paul Hunter. Nachdem er die Runde der letzten 32 beim Benson and Hedges Championship erreicht hatte, verlor er seine nächsten fünf Partien. Erst bei den Scottish Open gelang ihm der Einzug in die Hauptrunde, doch er verlor direkt gegen Matthew Stevens. Zum Abschluss der Saison gelang ihm ein 10:3-Sieg über Mark Selby in der WM-Qualifikation, sodass er die Hauptrunde der WM erreichte. Er verlor mit 10:6 gegen Jimmy White. Zum Ende der Saison fiel er zum ersten Mal in seiner Karriere aus den Top 32 heraus, er belegte nur noch Platz 34 der Weltrangliste.
Direkt im ersten Saisonturnier, dem LG Cup 2003, erreichte er das Achtelfinale, was er gegen Mark Williams verlor. Nach einer Auftaktniederlage bei den British Open zog er auch beim UK Championship ins Achtelfinal ein, doch er verlor gegen Matthew Stevens. Nach zwei frühen Niederlagen beim Masters Qualifying Event und bei den Welsh Open erreichte er bei den European Open die Runde der letzten 32, wo er gegen Jimmy White ausschied. Nachdem er zwei weitere Male seine Auftaktpartie verloren hatte, konnte er sich durch Siege über Darren Morgan und Dave Harold für die Snookerweltmeisterschaft qualifizieren, wo er in der ersten Hauptrunde an Matthew Stevens scheiterte. Auf der Weltrangliste konnte er sich um einen Platz auf Platz 33 verbessern.
Direkt im ersten Saisonturnier – dem Grand Prix – erreichte Wattana nach Siegen über John Parrott, Ken Doherty und Stephen Lee – das Viertelfinale, was er mit 0:5 gegen Paul Hunter verlor. Nach einer Auftaktniederlage bei den British Open erreichte er beim UK Championship die Runde der letzten 48, wo er gegen John Parrott ausschied. Nach zwei weiteren frühen Niederlagen erreichte er beim Irish Masters die Runde der letzten 32, wo er gegen Stephen Lee verlor. Auch bei den China Open verlor er seine Auftaktpartie. Bei der Snookerweltmeisterschaft verlor er nach einem Sieg gegen Rory McLeod in der letzten Qualifikationsrunde mit 0:10 gegen Ali Carter. Auf der Weltrangliste konnte sich Wattana auf Platz 31 verbessern. 

### Hoch und Tief auf der Weltrangliste
Zum Start der Saison 2005/06 erreichte Wattana nach einer Auftaktniederlage beim Grand Prix beim UK Championship die Runde der letzten 32, wo er gegen Stephen Hendry verlor. Auch beim Malta Cup erreichte er ebenjene Runde, diesmal unterlag er Joe Perry. Bei den Welsh Open gelangen ihm Siege über Ricky Walden, Joe Perry und John Higgins, sodass er ins Viertelfinale kam. Dort unterlag er Barry Hawkins. Bei den China Open zog er dank eines 5:0-Sieges über den Weltranglistenersten Ronnie O’Sullivan ins Achtelfinale ein, wo er an Stephen Lee scheiterte. Bei der Snookerweltmeisterschaft gewann er in der Qualifikation gegen David Gilbert, anschließend verlor er in der ersten Hauptrunde gegen Shaun Murphy. Auf der Weltrangliste konnte er sich auf Platz 25 verbessern.
Zum Saisonauftakt schaffte Wattana den Einzug in die Runde der letzten 32 der Northern Ireland Trophy, wo er gegen Ken Doherty verlor. Beim Grand Prix schied er als Letzter in der Gruppenphase aus, bei den folgenden drei Ranglistenturnieren konnte er kein einziges Spiel gewinnen. Erst bei den China Open besiegte er Lee Spick und zog in die Hauptrunde ein, wo er gegen Vorjahresweltmeister Graeme Dott verlor. Bei der Snookerweltmeisterschaft verlor er in der letzten Qualifikationsrunde gegen Judd Trump. Mit Platz 33 flog er zum Ende der Saison auf der Weltrangliste erneut aus den Top 32.
Nach einem frühen Ausscheiden aus dem Shanghai Masters gelang Wattana im dritten Saisonturnier der erste Sieg: Beim Grand Prix flog er dennoch mit drei Siegen aus vier Spielen in der Gruppenphase aus dem Turnier. Bei der Northern Ireland Trophy verlor er nach einem Sieg über Lee Spick in der entscheidenden Qualifikationsrunde gegen Joe Perry. Bis zum Ende der Saison gewann Wattana kein einziges Spiel mehr, sodass er am Ende der Saison auf Weltranglisten 66 stand. Dieser reichte nicht für eine Qualifikation für die nächste Saison, sodass Wattana zum ersten Mal in seiner Karriere seinen Main-Tour-Platz verlor.
Im Januar 2008 gewann er die thailändische Snooker-Meisterschaft durch einen 5:1-Sieg über Issara Kachaiwong.

### Amateurjahr 2008/09
Wattana nahm an der Amateurweltmeisterschaft 2008 im österreichischen Wels teil und verlor in der Runde der letzten 16 gegen den späteren Weltmeister Thepchaiya Un-Nooh. 2009 gewann er die Snookerasienmeisterschaft im chinesischen Tangshan. Im Finale siegte er mit 7:3 über Mei Xiwen und qualifizierte sich im Alter von 39 Jahren wieder für die Snooker Main Tour.

### Etablierung in den 60ern der Weltrangliste
Die ersten drei Spiele der Saison 2009/10 verlor Wattana. Erst beim Masters Qualifying Event konnte er sein erstes Spiel gewinnen. Nach Siegen über Mark Joyce und Stuart Bingham erreichte er das Achtelfinale, was er aber gegen Matthew Stevens verlor. Beim UK Championship und bei den Welsh Open erreichte er die Runde der letzten 80, beide Male unterlag er Robert Milkins. Bei den anschließenden China Open känmpfte er sich sowohl durch die gesamte Qualifikation als auch durch die Wildcardrunde, sodass er in die Hauptrunde kam. Dort unterlag er dem Engländer Mark King. In der Qualifikation für die Snookerweltmeisterschaft verlor er in der vorletzten Runde gegen Marcus Campbell. Sein Weltranglistenplatz 68 reichte nicht für eine Qualifikation, doch über die Ein-Jahres-Wertung konnte er auf der Tour bleiben.
Nach zwei frühen Niederlagen zum Start der Saison 2010/11 erreichte Wattana bei den Shanghai Masters die vorletzte Qualifikationsrunde, in der er gegen Joe Swail verlor. In derselben Runde verlor er auch bei den World Open und bei den Brugge Open. Bei den Rhein-Main-Masters erreichte er nach Siegen über Allan Taylor und Anthony Hamilton die Runde der letzten 32, wo er Judd Trump unterlag. Beim UK Championship gelangen ihm Siege über Kurt Maflin, Jimmy Robertson und Dave Harold, bevor er in der letzten Qualifikationsrunde an Martin Gould scheiterte. Nach einer Reihe von Auftaktniederlagen erreichte er auch bei den China Open die letzte Qualifikationsrunde, die er gegen Mark Davis verlor. In der Qualifikation für die Snookerweltmeisterschaft verlor er nach Siegen über Justin Astley und Andy Hicks in der vorletzten Qualifikationsrunde gegen Jamie Burnett. Er beendete die Saison auf Weltranglistenplatz 67, welcher erneut nicht zur Qualifikation für die nächste Saison reichte. Doch Wattana bekam für die nächste Saison eine Wildcard.
Zu Beginn der Saison 2011/12 erreichte Wattana im ersten Event der Players Tour Championship das Achtelfinale, welches er gegen Joe Perry verlor. Nach mehreren frühen Niederlagen erreichte er beim Shanghai Masters die Hauptrunde, wo er gegen Ronnie O’Sullivan ausschied. Beim Warsaw Classic erreichte er die Runde der letzten 32, wo er gegen Xiao Guodong ausschied. Nach einer weiteren Reihe von frühen Niederlagen überstand Wattana die Qualifikation zum German Masters, in der er unter anderem Stephen Hendry besiegt hatte. In der ersten Hauptrunde unterlag er Graeme Dott mit 0:5. Bei der Snookerweltmeisterschaft erreichte er die dritte Qualifikationsrunde, in der er gegen Gerard Greene ausschied. Zum Ende der Saison landete er auf Weltranglistenplatz 63, sodass er sich für die nächste Saison qualifizieren konnte.
Nach einer Auftaktniederlage zu Beginn der Saison 2012/13 erreichte Wattana die Runde der letzten 32 bei der 6-Red World Championship, wo er gegen Shaun Murphy ausschied. Bei den Australian Goldfields Open erreichte er die entscheidende Qualifikationsrunde, doch er unterlag Tom Ford. Beim ersten Event der Players Tour Championship zog er ins Achtelfinale ein, wo er gegen Barry Hawkins verlor. Doch von dort an kam er bei allen restlichen Turnieren nicht über die Runde der letzten 64 heraus, sodass er lediglich noch knapp 9.000 Pfund Sterling verdiente. Dennoch reichten die Ergebnisse für den sicheren Weltranglistenplatz 61 aus.
Zu Beginn der Saison 2013/14 erreichte Wattana bei den Yixing Open – einem Turnier der Players Tour Championship – die Runde der letzten 32, wo er gegen Joe Perry ausschied. Nach einer Auftaktniederlage beim Wuxi Classic erreichte er bei den Australian Goldfields Open die Runde der letzten 48, in welcher er gegen Fergal O’Brien verlor. Bei den Bluebell Wood Open erreichte er nochmals die Runde der letzten 32, in welcher er gegen Shaun Murphy ausschied. Wie im letzten Jahr erreichte Wattana bei der Weltmeisterschaft im 6-Red-Snooker die Runde der letzten 32, in welcher er Mark Williams unterlag. Bei den Shanghai Masters erreichte er die vorletzte Qualifikationsrunde, in welcher er Kyren Wilson unterlag. Sein höchstes Preisgeld der Saison bekam Wattana für die Teilnahme an der zweiten Hauptrunde des International Championship. Beim UK Championship erreichte er die Runde der letzten 64, in welcher er gegen Ding Junhui verlor. Nach zwei Auftaktniederlagen besiegte Wattana bei den Welsh Open die Engländer Rod Lawler und Tom Ford, sodass er in der zweiten Hauptrunde stand. Dort traf er auf Joel Walker, welcher ihn mit 4:1 besiegte. Bei den China Open erreichte er nach Siegen über Matthew Stevens und Mark Joyce ebenfalls die Runde der letzten 32, wo er sich Yu Delu geschlagen geben musste. In der WM-Qualifikation verlor er in der ersten Runde gegen den Malteser Alex Borg mit 9:10. Wattana beendete die Saison auf Weltranglistenplatz 75.

### Weiterer Karriereverlauf ab 2014

#### 2014–2016
Wattana bekam für die Saison 2014/15 und 2015/16 eine Invitational Tour Card.
In der Saison 2014/15 nahm Wattana wieder an der 6-Red World Championship teil, wo er wie in den Vorjahren nach überstandener Gruppenphase in der Runde der letzten 32 ausschied, diesmal gegen Stuart Bingham. Bei den Shanghai Masters verlor er in der vierten Qualifikationsrunde, aber im weiteren Verlaufe der Saison gewann er in fünf Turnieren kein einziges Spiel mehr.
Auch 2015 nahm Wattana an der 6-Red World Championship teil. Wieder schied er nach überstandener Gruppenphase in der Runde der letzten 32 aus, diesmal gegen Mark Selby. Bei den Shanghai Masters erreichte er die zweite Qualifikationsrunde, in der er gegen Cao Yupeng verlor. Bei den Haining Open kam er in die zweite Runde, wo er gegen seinen Landsmann Thepchaiya Un-Nooh verlor. Nach einer Reihe von Auftaktniederlagen erreichte Wattana bei den China Open die Hauptrunde, in der er gegen Darryl Hill verlor. In der ersten Runde der WM-Qualifikation unterlag er Peter Ebdon mit 6:10.

#### 2016–
Auch für die Saisons 2016/17 und 17/18 bekam Wattana eine Invitational Tour Card.
In der Saison 2016/17 erreichte Wattana bei den Indian Open die Hauptrunde und schied dort gegen Jamie Jones aus. Bei den World Open schied er in der Wildcardrunde gegen Xu Si aus. Zum fünften Mal in Folge verlor er nach überstandener Gruppenphase in der Runde der letzten 32 bei der 6-Red World Championship, diesmal mit 0:6 gegen Yuan Sijun. Bei den Shanghai Masters verlor er in der zweiten Qualifikationsrunde gegen Mark Joyce und bei den English Open in der zweiten Runde gegen Fraser Patrick. Völlig überraschend kam er beim International Championship bis ins Achtelfinale, wo er an Judd Trump scheiterte. Bis zu den Welsh Open gewann Wattana kein Spiel mehr, dort zog er durch ein 4:3 über Xiao Guodong in die Hauptrunde ein, wo er mit 3:4 gegen Kurt Maflin verlor. Nach zwei weiteren Auftaktniederlagen beendete er die Saison auf Weltranglistenplatz 88.
In der Saison 2017/18 konnte er erst bei den English Open sein erstes Spiel gewinnen. Er zog durch Siege über Martin O’Donnell, Ali Carter und Yuan Sijun ins Achtelfinale ein, wo er gegen Michael White verlor. Wiederum folgte eine Serie von Auftaktniederlagen, die er erst beim Snooker Shoot-Out 2018 überwindete. Dort konnte er Zhang Anda besiegen, bevor er gegen Mark Williams ausschied. Bei den Welsh Open gelang ihm der Einzug in die Runde der letzten 32, wo er Kyren Wilson unterlag. Nach zwei weiteren Niederlagen beendete er die Saison auf Weltranglistenplatz 86.
In der Saison 2018/19 bekam er erneut eine Invitational Tour Card. Bei der 6-Red World Championship zog er diesmal ins Viertelfinale ein, wo er gegen den späteren Finalisten Ding Junhui verlor. Nach drei Auftaktniederlagen in Folge gewann er sein Qualifikationsspiel für den International Championship. Dort verlor er in der Hauptrunde mit 5:6 gegen Zhao Xintong.
Bei den Südostasienspielen 2021 konnte er im Snooker-Einzel erstmals eine Goldmedaille bei einem Multisportevent gewinnen. Zuvor hatte er bereits bei den Asian Indoor Games 2007 eine Silbermedaille gewonnen.

## Sonstiges
Wattana genießt in Thailand eine hohe Wertschätzung und verfügt über einen Diplomatenpass, um ohne Probleme zu Turnieren reisen und daran teilnehmen zu können. Er ist in der Rushden Snooker Academy eingeschrieben, wo auch Peter Ebdon, Ding Junhui und der ehemalige deutsche Profi Lasse Münstermann trainieren.

## Erfolge
| Ausgang                | Jahr   | Turnier                                  | Finalgegner       | Ergebnis |
| ---------------------- | ------ | ---------------------------------------- | ----------------- | -------- |
| Amateurturniere        |        |                                          |                   |          |
| Sieger                 | 1986   | ACBS-Snookerasienmeisterschaft           | Gary Kwok         | 8:1      |
| Zweiter                | 1987   | ACBS-Snookerasienmeisterschaft           | Udon Khaimuk      | 6:8      |
| Sieger                 | 1988   | ACBS-Snookerasienmeisterschaft           | Kenny Kwok        | 8:7      |
| Sieger                 | 1988   | IBSF Snookerweltmeisterschaft            | Barry Pinches     | 11:8     |
| Zweiter                | 1988/1 | WPBSA Pro Ticket Series                  | Stephen Murphy    | 3:5      |
| Sieger                 | 1988/2 | WPBSA Pro Ticket Series                  | Duncan Campbell   | 5:1      |
| Sieger                 | 2008   | Thailändische Snooker-Meisterschaft      | Issara Kachaiwong | 5:1      |
| Sieger                 | 2009   | ACBS-Snookerasienmeisterschaft           | Mei Xiwen         | 7:3      |
| Sieger                 | 2021   | Südostasienspiele                        | Lim Kok Leong     | 4:2      |
| Ranglistenturniere     |        |                                          |                   |          |
| Zweiter                | 1989   | Asian Open                               | Stephen Hendry    | 6:9      |
| Zweiter                | 1992   | British Open                             | Jimmy White       | 7:10     |
| Sieger                 | 1992   | Strachan Open                            | John Parrott      | 9:3      |
| Zweiter                | 1993   | British Open                             | Steve Davis       | 2:10     |
| Zweiter                | 1994   | International Open                       | John Parrott      | 5:9      |
| Sieger                 | 1994   | Thailand Open                            | Steve Davis       | 9:7      |
| Zweiter                | 1994   | British Open                             | Ronnie O’Sullivan | 4:9      |
| Sieger                 | 1995   | Thailand Open                            | Ronnie O’Sullivan | 9:6      |
| Sonstige Profiturniere |        |                                          |                   |          |
| Sieger                 | 1986   | Thailand Masters                         | Terry Griffiths   | 2:1      |
| Sieger                 | 1990   | Hong Kong Challenge                      | Jimmy White       | 9:3      |
| Zweiter                | 1990   | Benson and Hedges Satellite Championship | Alan McManus      | 5:9      |
| Zweiter                | 1991   | Hong Kong Challenge                      | Stephen Hendry    | 1:9      |
| Sieger                 | 1992   | Humo Masters                             | John Parrott      | 5:10     |
| Zweiter                | 1992   | Kings Cup                                | Nigel Bond        | 7:8      |
| Sieger                 | 1992   | World Matchplay                          | Steve Davis       | 9:4      |
| Zweiter                | 1993   | Masters                                  | Stephen Hendry    | 5:9      |
| Sieger                 | 1993   | Kings Cup                                | Darren Morgan     | 8:3      |
| Sieger                 | 2003   | Euro-Asia Masters Challenge – Event 1    | Ken Doherty       | 6:4      |
| Zweiter                | 2007   | Euro-Asia Masters Challenge              | John Higgins      | 4:5      |

Anmerkungen
1. ↑  Als Amateur
2. ↑  Teil der Triple Crown

Team
- Finalist: Euro-Asia Team Challenge 2007